# Organização
Organização é uma palavra originada do grego "organon", que significa instrumento, utensílio.
Em Administração, o termo "organização" pode ter três sentidos:
1. Associação de pessoas que combinam esforços individuais e em equipe com a finalidade de realizar propósitos colectivos.[2] Exemplos: empresas, associações, órgãos do governo, entidades públicas, privadas e do terceiro sector. A estrutura de uma organização é representada pelo seu organograma, um gráfico que mostra seus componentes, suas subdivisões, sectores e departamentos.
2. Modo como foi estruturado, dividido e sequenciado o trabalho. Abrange um conjunto de procedimentos e processos sequenciados em um fluxograma.
3. Arranjo lógico de objectos e informações.

## Definições
Segundo Maximiano (1992) uma organização é uma combinação de esforços individuais que tem por finalidade realizar propósitos coletivos. Por meio de uma organização torna-se possível perseguir e alcançar objectivos que seriam inatingíveis para uma única pessoa. Uma grande empresa ou uma pequena oficina, um laboratório ou o corpo de bombeiros, um hospital ou uma escola são todos exemplos de organizações.
Segundo Robbins (1990), a organização é "uma entidade social conscientemente coordenada (liderada, vide liderança), com uma fronteira relativamente identificável, que funciona numa base relativamente contínua para alcançar um objectivo e/ou objectivos comuns".
Para Sítima, Oliveira e Fernandes (2005), uma organização é constituída por pessoas – para que ela mude, também as pessoas têm que mudar. No entanto, o ser humano é único e, como tal, cria o seu próprio pensamento individual, quer por antecipação, quer por reacção. A forma como estes pensamentos e correspondentes acções se reflectem no contexto organizacional poderá ganhar uma dimensão tal, que torna a reacção do sistema imprevisível.
Uma organização é formada pela soma de pessoas, amparadas pelas máquinas e outros equipamentos que facilitam o trabalho (capitalizando-o, e/ou tornando-o produtivo, no ganho de escala - de - produção (vide Economia, Econometria), recursos financeiros e outros. A organização então é o resultado da combinação de todos estes elementos orientados a um objectivo comum.
De acordo Bilhim (2006) "a organização é uma entidade social, conscientemente coordenada, gozando de fronteiras delimitadas que funcionam numa base relativamente contínua, tendo em vista a realização de objectivos comuns". Sobrevivência e crescimento (metas e objectivos) é o que a maioria ambiciona. Objectivos que exigem grupos de duas ou mais pessoas, que estabelecem entre eles relações de cooperação(coordenação), em acções formalmente/fortemente coordenadas e funções diferenciadas.
Organização por Função
Esta é a forma mais comum de organização e tem como elemento básico a distribuição das responsabilidades pelas atividades de marketing da empresa a profissionais que são especialistas em determinadas funções de marketing e que na maioria dos casos se reportam a um vice-presidente de marketing, diretor de marketing ou gerente geral de marketing.

## Teoria das Organizações
A Teoria das Organizações — também conhecida como "Teorias Organizacionais" — constitui uma disciplina próxima que tem por domínio específico a construção e testagem de teorias sobre as organizações, os seus membros e a sua gestão, as relações organização-envolvente e os processos organizativos. Os temas da teoria das organizações incluem a escolha estratégica, a dependência de recursos, a ecologia organizacional e a Teoria institucional. Os seus desenvolvimentos mais recentes abarcam as perspectivas crítica, feminista, cognitiva e pós-moderna. Os desafios a que procura responder incluem a melhoria da qualidade, as alianças estratégicas, a implementação de novas tecnologias, os processos de governação e controlo, as reestruturações organizacionais e a diversidade estratégica global.